# Soptipp

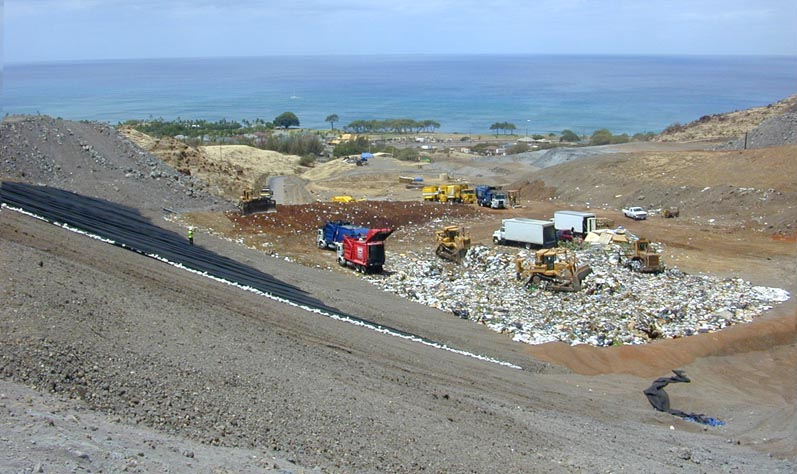
Soptipp på Hawaii.

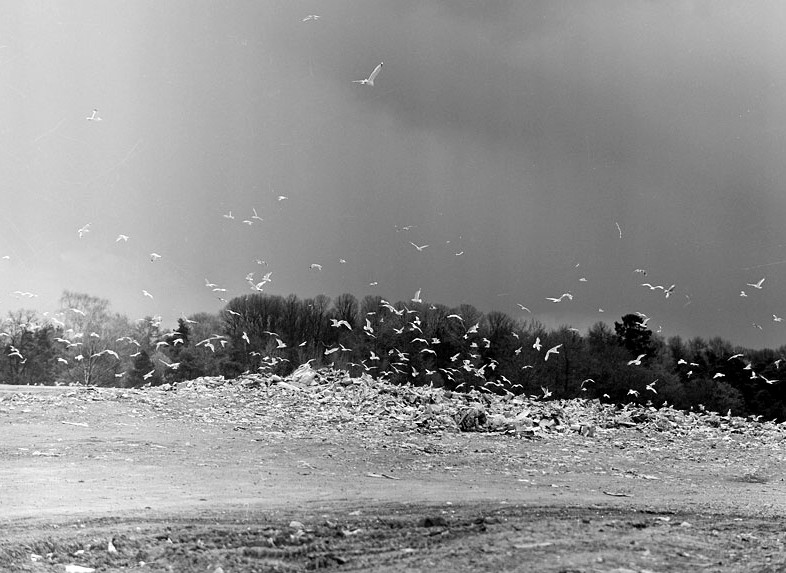
Soptippen på Lövsta sopstation 1962.

Soptipp, på senare år även kallad deponi, är en plats där avfall dumpas (deponeras). Denna typ av avfallshantering minskar i Europa, eftersom miljökrav från bland annat EU kräver att avfallet sorteras. I övriga länder runt om i världen är dock detta fortfarande mycket vanligt förekommande, speciellt i u-länder då dessa länder många gånger inte har råd med modernare former av avfallshantering. Under 1970-talet, med sin uppblossande debatt om miljöförstöring, blev soptippen snabbt en kritisk symbol för slöseriet och överflödet i industriländerna.
Dagens moderna europeiska soptippar har inte mycket gemensamt med äldre tiders avstjälpningsplatser, där avfallet lades på hög utan att några ytterligare åtgärder vidtogs. Fram till 1970-talet inriktades ansträngningarna på att genom regelbundna övertäckningar minska åtkomligheten för fåglar och råttor, men numera finns EU-gemensamma lagkrav som föreskriver avancerade tätnings- och barriärsystem, för att förhindra att nederbörd transporterar skadliga ämnen till kringliggande ekosystem. Därtill åläggs avfallsbolagen ett rigoröst vattenprovtagningssystem samt uppsamling och rening av genomströmmande vattenmängder, s.k. lakvatten, för att kontrollera och miminera skadliga miljöeffekter. Åliggandena inkluderar även att återställa den naturliga miljön vid en avslutad deponi samt att under en 30-årsperiod därefter övervaka dess avgivning av olika substanser.
Många soptippar har även installerat gasutvinningsanläggningar där deponigas, främst bestående av metan, tas om hand. Metan börjar bildas när syret inne i deponin tar slut och anaeroba bakterier tar över nedbrytningen. I atmosfären bidrar gasen till växthuseffekten men insamlad kan den utnyttjas t.ex. till produktion av el och värme.
År 2004 hade antalet soptippar i Sverige minskat till 194 stycken, varav 12 hade en årlig mottagen mängd överstigande 50 000 ton. Vid knappt hälften av dessa förekom gasutvinning, till ett sammanlagt energivärde av 443 GWh, motsvarande 5 % av avfallsnäringens totala energiutvinning.
Deponiavfallet består av det avfall som återstår efter att matavfall, brännbart avfall och återvinningsbart avfall sorterats ut. Efter en sådan utsortering kan deponiavfall varken brännas, rötas eller materialåtervinnas. Ur miljösynpunkt betraktas det som viktigt att mängden deponiavfall blir så liten som möjligt.
Trots att mängden deponiavfall skall vara låg är det inte tillåtet att ta saker från tipparna i Sverige. När avfallet väl är slängt tillhör det det kommunala sophanteringsbolaget, och att rota i det slängda ses som stöld. Man får ej heller ta sorterat avfall.

## Botanisk mångfald
Soptippar och närmaste omgivningen karaktäriseras oftast av ruderatmark, skräpmark, och så länge de används aktivt sprids frön som följer med i avfallet. Växtarter med kort generationscykel kommer att dominera och de kommer dels från omgivningens flora och dels från mer eller mindre exotiska arter som följt med i den ibland mycket långa transportkedjan från sin växtplats till deponin. Vid en inventering av Kikås återvinningsstation i Mölndal år 2018 fann man under tiden augusti till november strax under 500 kärlväxtarter. Flera av arterna var ovanliga och i några fall rörde det sig om förstagångsfynd för Sverige eller regionen. Vid inventeringen fanns exempelvis petunia, durra, verbenaarter, hirs med flera icke inhemska arter.